# Hôtel de Vinols d'Ineyre
L'hôtel de Vinols d'Ineyre est un hôtel particulier situé en France sur la commune de Craponne-sur-Arzon, dans la région Auvergne-Rhône-Alpes.

## Localisation
L’hôtel particulier est situé dans le département français de la Haute-Loire, sur la commune de Craponne-sur-Arzon, dans l'ancienne région administrative d'Auvergne.

## Historique
Érigée au XVIIe siècle sur une place du bourg, cette demeure présente l'architecture caractéristique des résidences nobles de l'époque classique. À l'exception de la porte d'entrée, aucun élément décoratif particulièrement notable n'ornerait la structure.

## Description
Un salon a été agrémenté d'une série de papiers peints panoramiques, typiques de ce type de décoration. Il s'agit d'une pièce sans date précise provenant d'un modèle produit par la manufacture Zuber depuis 1804, intitulé « Vues de Suisse » d'après une création du peintre Mongin. Ce décor reflète le goût de l'époque pour une représentation pittoresque et variée de la nature, interprétée dans un style rousseauiste et romantique, agrémenté de monuments et de personnages.

## Protection
Les façades et toitures, le salon du premier étage avec son décor de boiseries et de papiers peints sont inscrits au titre des monuments historiques par arrêté du 7 décembre 1992.